# Ludwik Edward Helcel

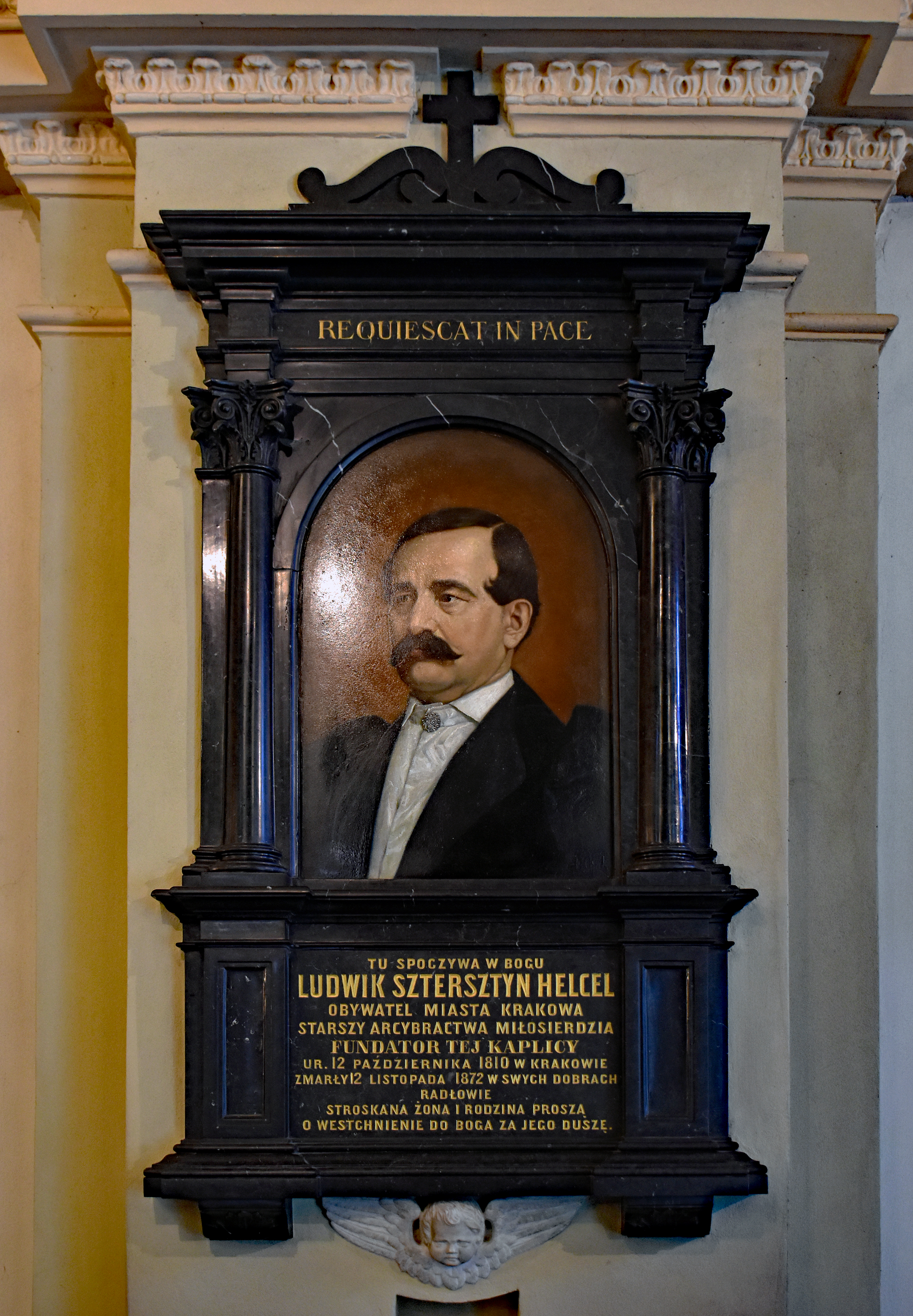
Epitafium Ludwika Helcla
Kaplica, cmentarz Rakowicki

Ludwik Edward Helcel (ur. 15 października 1810 w Krakowie, zm. 13 listopada 1872 w Radłowie) – bankier, wiceprezydent Krakowa, działacz krakowskiego samorządu miejskiego, członek Krakowskiej Kongregacji Kupieckiej.

## Życiorys
Syn Antoniego Hölzla i Józefy z Sonntagów. Ukończył maturą Gimnazjum św. Anny w Krakowie (1825). Studiował na Uniwersytecie Jagiellońskim. Po ukończeniu studiów pracował jako bankier, co w połączeniu ze spadkiem po rodzicach uczyniło go człowiekiem bardzo zamożnym. Był dyrektorem krakowskiej filii austriackiego Banku Eskontowego i Banku Zastawniczego, członkiem Rady Nadzorczej Banku Galicyjskiego. Od 1852 współpracownik Izby Przemysłowo-Handlowej w Krakowie. Właściciel majątku w Radłowie i Biadolinach Radłowskich. 
W latach 1853–1860 członek Wydziału Miejskiego, w którym działał na rzecz ustanowienia samorządu miejskiego. Gdy nadanie statutu opóźniało się z winy władz austriackich, H. pod koniec 1860 manifestacyjnie zrezygnował z godności seniora.  W latach 1866–1869 był pierwszym wiceprezydentem Krakowa, a następnie członkiem Rady Miejskiej. Był inicjatorem opracowania archiwaliów miasta Krakowa, budowy fabryki tytoniu. 
Z przekonań politycznych konserwatysta. W 1867 został wybrany posłem na II kadencję Sejmu Krajowego Galicji złożył mandat po II sesji w październiku 1868. W  latach 1867–1868 był posłem do Rady Państwa II kadencji wybranym przez Sejm Krajowy. 
Od 1836 członek Arcybractwa Miłosierdzia. Na mocy testamentu Anny i Ludwika powstał w Krakowie istniejący do dziś Dom Ubogich im. Ludwika i Anny Helclów. Zmarł w Radłowie. 
Ludwik Helcel spoczywa na cmentarzu Rakowickim w Krakowie w ufundowanej wraz z żoną Kaplicy Zmartwychwstania Pańskiego.

## Rodzina
Pochodził z rodziny krakowskich kupców i bankierów, których nazwisko brzmiało pierwotnie Hölzel von Sternstein. Był synem kupca krakowskiego Antoniego Holzla (zm. ł854) i Józefy z Sonntagów, jego starszym bratem był historyk Antoni Zygmunt Helcel. Ojciec był kupcem i bankierem, właścicielem Rzędowic, Mianocic, Giebułtowa i folwarków w okolicach Miechowa zakupionych w 1831 roku. Żoną Ludwika była Anna Helcel z domu Treutler, małżeństwo było bezdzietne. 